# SN 1998T
SN 1998T – supernowa typu Ib odkryta 3 marca 1998 roku w galaktyce NGC 3690. W momencie odkrycia miała maksymalną jasność 14,50m.